# Список вимерлих птахів
Це список птахів, що вимерли в історичний час, приблизно, після 1500 року. Всього у списку понад 190 вимерлих видів. Таксони птахів, що вимерли в доісторичний час до 1500 року можна знайти у статті «Список викопних птахів».

## Таксономічний список вимерлих птахів

### †Епіорнісоподібні (Rheiformes)
| Українська назва                           | Латинська назва                    | Автор таксона                   | Історичне поширення | Час вимирання | Причина вимирання            | Зображення |
| Ряд: †Епіорнісоподібні (Aepyornithiformes) |                                    |                                 |                     |               |                              |            |
| Родина: †Епіорнісові (Aepyornithidae)      |                                    |                                 |                     |               |                              |            |
| Епіорніс                                   | Aepyornis maximus Aepyornis medius | I. Geoffroy Saint-Hilaire, 1851 | Мадагаскар          | 17 ст.        | полювання, вирубування лісів |            |

### †Моаподібні (Dinornithiformes)
| Українська назва                    | Латинська назва      | Автор таксона | Історичне поширення | Час вимирання | Причина вимирання | Зображення |
| Ряд: †Моаподібні (Dinornithiformes) |                      |               |                     |               |                   |            |
| Родина: †Megalapterygidae           |                      |               |                     |               |                   |            |
| Моа південний                       | Megalapteryx didinus | Owen, 1883    | Нова Зеландія       | 16 ст         | полювання         |            |

### Казуароподібні (Casuariiformes)
| Українська назва                     | Латинська назва      | Автор таксона | Історичне поширення   | Час вимирання | Причина вимирання        | Зображення |
| Ряд: Казуароподібні (Casuariiformes) |                      |               |                       |               |                          |            |
| Родина: Казуарові (Casuariidae)      |                      |               |                       |               |                          |            |
| Ему чорний                           | Dromaius minor       | Spencer, 1906 | о. Кінг, Австралія    | 1822 р.       | полювання                |            |
| Ему острова Кенгуру                  | Dromaius baudinianus | Parker, 1984  | о. Кенгуру, Австралія | 1827 р.       | полювання, вирубка лісів |            |

### Гусеподібні (Anseriformes)
| Українська назва                | Латинська назва            | Автор таксона             | Історичне поширення              | Час вимирання              | Причина вимирання                        | Зображення |
| Ряд: Гусеподібні (Anseriformes) |                            |                           |                                  |                            |                                          |            |
| Родина: Качкові (Anatidae)      |                            |                           |                                  |                            |                                          |            |
| Галагаз чубатий                 | Tadorna cristata           | Kuroda, 1917              | Манджурія, Корея, Хокайдо        | Перша половина XX століття |                                          |            |
| Каргарка реюньйонська           | Alopochen kervazoi         | Cowles, 1994              | Реюньйон                         | 1690 р.                    | полювання поселенцями                    |            |
| Каргарка маврикійська           | Alopochen mauritiana       | Newton & Gadow, 1893      | Маврикій                         | 1695 р.                    | полювання поселенцями                    |            |
| Свищ короткодзьобий             | Mareca marecula            | Olson & Jouventin, 1996   | о. Амстердам, Антарктика         | 19 ст.                     | завезення пацюків                        |            |
| Чирянка маскаренська            | Anas theodori              | Newton & Gadow, 1893      | Маврикій                         | 1696 рік                   | полювання поселенцями                    |            |
| Качка маріанська                | Anas oustaleti             | Salvadori, 1894           | Маріанські острови               | 1974 рік                   | полювання поселенцями, осушування боліт  |            |
| Качка Фінча                     | Chenonetta finschi         | Oliver, 1930              | Нова Зеландія                    | 1870-і                     | полювання маорі                          |            |
| Качка рожевоголова              | Rhodonessa caryophyllacea  | Latham, 1790              | Індія, Бангладеш                 | 1950-і                     | полювання                                |            |
| Качка лабрадорська              | Camptorhynchus labradorius | Gmelin, 1789              | північний схід Північної Америки | 1880-і                     | збирання яєць, зменшення популяції мідій |            |
| Крех оклендський                | Mergus australis           | Hombron & Jacquinot, 1841 | Нова Зеландія                    | 1902 р.                    |                                          |            |

### Куроподібні (Galliformes)
| Українська назва                   | Латинська назва         | Автор таксона         | Історичне поширення   | Час вимирання | Причина вимирання      | Зображення |
| Ряд: Куроподібні (Galliformes)     |                         |                       |                       |               |                        |            |
| Родина: Великоногові (Megapodidae) |                         |                       |                       |               |                        |            |
|                                    | Megapodius molistructor | Balouet & Olson, 1989 | Нова Каледонія, Тонга | бл. 1500 р.   | полювання полінезійців |            |
|                                    | Megapodius amissus      | Worthy, 2000          | Фіджі                 | поч. XIX ст.  | полювання полінезійців |            |
| Родина: Фазанові (Phasianidae)     |                         |                       |                       |               |                        |            |
| Перепілка новозеландська           | Coturnix novaezelandiae | Quoy & Gaimard, 1830  | Нова Зеландія         | 1875 р.       |                        |            |
| Перепілка гімалайська              | Ophrysia superciliosa   | J. E. Gray, 1846      | Гімалаї               | 1876 р.       |                        |            |

### Сивкоподібні (Charadriiformes)
| Українська назва                        | Латинська назва           | Автор таксона    | Історичне поширення            | Час вимирання | Причина вимирання         | Зображення |
| Ряд: Сивкоподібні (Charadriiformes)     |                           |                  |                                |               |                           |            |
| Родина: Сивкові (Charadriidae)          |                           |                  |                                |               |                           |            |
| Чайка яванська                          | Vanellus macropterus      | Wagler, 1827     | Ява                            | 1940 р.       | осушення боліт            |            |
| Родина: Баранцеві (Scolopacidae)        |                           |                  |                                |               |                           |            |
| Куліга полінезійська                    | Prosobonia cancellata     | Gmelin, 1789     | о. Кіритіматі, Кірибаті        | 19 ст.        | завезення пацюків         |            |
| Куліга білокрила                        | Prosobonia leucoptera     | Gmelin, 1789     | о. Таїті                       | кін. 18 ст.   | завезення пацюків         |            |
| Куліга моорейська                       | Prosobonia ellisi         | Sharpe, 1906     | о. Муреа, Французька Полінезія | 19 ст.        | завезення пацюків         |            |
| Баранець новозеландський                | Coenocorypha barrierensis | Oliver, 1955     | Нова Зеландія                  | 1870 р.       | завезення пацюків         |            |
| Баранець маорійський                    | Coenocorypha iredalei     | Rothschild, 1921 | Нова Зеландія                  | 1964 р.       | завезення пацюків         |            |
| Кульон ескімоський                      | Numenius borealis         | Forster, 1772    | Аляска, Північна Канада        | 1987 р.       | полювання                 |            |
| Родина: Алькові (Alcidae)               |                           |                  |                                |               |                           |            |
| Гагарка велика                          | Pinguinus impennis        | Bonnaterre, 1791 | Північна Атлантика             | 1852 р.       | полювання                 |            |
| Родина: Куликосорокові (Haematopodidae) |                           |                  |                                |               |                           |            |
| Кулик-сорока канарський                 | Haematopus meadewaldoi    | Bannerman, 1913  | Канарські острови              | 1913 р.       | завезення пацюків і кішок |            |

### Журавлеподібні (Gruiformes)
| Українська назва                 | Латинська назва           | Автор таксона                               | Історичне поширення                      | Час вимирання | Причина вимирання                              | Зображення |
| Ряд: Журавлеподібні (Gruiformes) |                           |                                             |                                          |               |                                                |            |
| Родина: Пастушкові (Rallidae)    |                           |                                             |                                          |               |                                                |            |
| Пастушок Дебюї                   | Nesotrochis debooyi       | Wetmore, 1918                               | Віргінські острови                       | 1912 р.       |                                                |            |
| Пастушок маорійський             | Diaphorapteryx hawkinsi   | Forbes, 1892                                | острови Чатем                            | 19 ст.        |                                                |            |
| Пастушок іржастий                | Aphanapteryx bonasia      | Selys, 1848                                 | Маврикій                                 | 17 ст.        | полювання                                      |            |
| Пастушок родригійський           | Erythromachus leguati     | Milne-Edwards, 1874                         | Родрігес                                 | 1761 р.       | полювання                                      |            |
| Пастушок фіджійський             | Nesoclopeus poeciloptera  | Hartlaub, 1866                              | Фіджі                                    | 1973 р.       | завезення мангустів та кішок                   |            |
| Пастушок новокаледонський        | Gallirallus lafresnayanus | Verreaux & Des Murs, 1860                   | Нова Каледонія                           | 1984 р.       |                                                |            |
| Пастушок вакійський              | Gallirallus wakensis      | Rothschild, 1903                            | Вейк                                     | 1945 р.       | полювання                                      |            |
| Пастушок таїтянський             | Gallirallus pacificus     | Gmelin, 1789                                | Таїті                                    | 1945 р.       | завезення пацюків та кішок                     |            |
| Пастушок Дифенбаха               | Gallirallus dieffenbachii | Gray, 1843                                  | о-ви Чатем                               | 1840 р.       | завезення пацюків та кішок                     |            |
| Пастушок Тонгатапу               | Gallirallus hypoleucus    | Finsch & Hartlaub, 1867                     | о. Тонгатапу, Тонга                      | 1777 р.       |                                                |            |
| Пастушок еуанський               | Gallirallus vekamatolu    | Kirchman & Steadman, 2005                   | о. Еуа, Тонга                            | 18 ст.        |                                                |            |
| Пастушок чатамський              | Cabalus modestus          | Hutton 1874                                 | о-ви Чатем                               | 1896 р.       | завезення пацюків та кішок                     |            |
| Пастушок реюньйонський           | Dryolimnas augusti        | Mourer-Chauviré, Bour, Ribes & Moutou, 1999 | о. Реюньйон                              | кін. 17 ст.   |                                                |            |
| Пастушок атлантичний             | Mundia elpenor            | Olson, 1973                                 | Острів Вознесіння                        | 1815 р.       | завезення пацюків                              |            |
| Погонич санта-геленський         | Porzana astrictocarpus    | Olson, 1973                                 | Острів Святої Єлени                      | поч.16 ст.    | завезення пацюків та кішок                     |            |
| Погонич лайсанський              | Porzana palmeri           | Frohawk, 1892                               | о. Лайсан, Гавайські острови             | 1944 р.       | завезення кроликів, що знищили всю рослинність |            |
| Погонич гавайський               | Porzana sandwichensis     | Gmelin, 1789                                | о. Гаваї, Гавайські острови              | 1884 р.       | завезення пацюків та кішок                     |            |
| Погонич кусайський               | Porzana monasa            | Kittlitz, 1858                              | о. Косрае, Каролінські острови           | сер. 19 ст.   | завезення пацюків та кішок                     |            |
| Погонич таїтійський              | Porzana nigra             | J. F. Miller, 1784                          | Таїті                                    |               |                                                |            |
| Пастушок санта-геленський        | Aphanocrex podarces       | Wetmore, 1963                               | Острів Святої Єлени                      | поч. 16 ст.   | завезення пацюків та кішок                     |            |
| Султанка біла                    | Porphyrio albus           | White, 1790                                 | о. Лорд-Гав                              | 1834 р.       | полювання                                      |            |
| Султанка реюньйонська            | Porphyrio coerulescens    | (Selys, 1848)                               | о. Реюньйон                              | 1730 р.       | полювання                                      |            |
| Султанка маркізська              | Porphyrio paepae          | Steadman, 1988                              | о. Хіва-Оа та Тахуата, Маркізькі острови | 1937 р.       |                                                |            |
| Такахе північний                 | Porphyrio mantelli        | (Owen, 1848)                                | Нова Зеландія                            | 1894 р.       |                                                |            |
| Султанка новокаледонська         | Porphyrio kukwiedei       | Balouet & Olson, 1989                       | Нова Каледонія                           | 1860 р.       |                                                |            |
| Курочка самоанська               | Gallinula pacifica        | (Hartlaub & Finsch, 1871)                   | о. Саваї, Самоа                          | 1870 р.       | завезення пацюків і кішок                      |            |
| Курочка синьолоба                | Gallinula silvestris      | (Mayr, 1933)                                | о. Сан-Крістобаль (Соломонові острови)   | 1874 р.       | завезення пацюків і кішок                      |            |
| Курочка тристанська              | Gallinula nesiotis        | Sclater, 1861                               | о. Тристан-да-Кунья                      | кін. 19 ст.   | полювання, завезення пацюків і кішок           |            |
| Лиска маскаренська               | Fulica newtonii           | Milne-Edwards, 1867                         | Маврикій і Реюньйон                      | поч. 18 ст.   | полювання, осушення боліт.                     |            |

### Пірникозоподібні (Podicipediformes)
| Українська назва                         | Латинська назва         | Автор таксона             | Історичне поширення | Час вимирання | Причина вимирання                                                | Зображення |
| Ряд: Пірникозоподібні (Podicipediformes) |                         |                           |                     |               |                                                                  |            |
| Родина: Пірникозові (Podicipedidae)      |                         |                           |                     |               |                                                                  |            |
| Пірникоза колумбійська                   | Podiceps andinus        | Meyer de Schauensee, 1959 | Колумбія            | 1977 р.       | забруднення водойм                                               |            |
| Пірникоза алаотрська                     | Tachybaptus rufolavatus | Delacour, 1932            | Мадагаскар          | 1988 р.       | надмірний вилов риби людиною                                     |            |
| Пірникоза гватемальська                  | Podilymbus gigas        | Griscom, 1929             | Атітлан, Гватемала  | 1989 р.       | заселення озера хижими рибами та обміління озера через землетрус |            |

### Пеліканоподібні (Pelecaniformes)
| Українська назва                      | Латинська назва            | Автор таксона                                             | Історичне поширення | Час вимирання | Причина вимирання              | Зображення |
| Ряд: Пеліканоподібні (Pelecaniformes) |                            |                                                           |                     |               |                                |            |
| Родина: Чаплеві (Ardeidae)            |                            |                                                           |                     |               |                                |            |
| Квак бермудський                      | Nyctanassa carcinocatactes | Olson & Wingate, 2006                                     | Бермудські острови  | 17 ст.        |                                |            |
| Квак реюньйонський                    | Nycticorax duboisi         | (Rothschild, 1907)                                        | Реюньйон            | 1700 р.       |                                |            |
| Квак маврикійський                    | Nycticorax mauritianus     | (Newton & Gadow, 1893)                                    | Маврикій            | кін. 17 ст.   |                                |            |
| Квак родригійський                    | Nycticorax megacephalus    | (Milne-Edwards, 1874)                                     | Родригес            | 1730 р.       |                                |            |
| Квак вознесенський                    | Nycticorax olsoni          | (N. P. Ashmole, K. E. L. Simmons & W. R. P. Bourne, 2003) | Острів Вознесіння   | 16 ст.        |                                |            |
| Бугайчик новозеландський              | Ixobrychus novaezelandiae  | A. C. Purdie, 1871                                        | Нова Зеландія       | 1890 р.       |                                |            |
| Родина: Ібісові (Threskiornithidae)   |                            |                                                           |                     |               |                                |            |
| Ібіс реюньйонський                    | Threskiornis solitarius    | Sélys, 1848                                               | Реюньйон            | 18 ст.        | завезення кішок, собак, свиней |            |

### Сулоподібні (Suliformes)
| Українська назва                      | Латинська назва              | Автор таксона | Історичне поширення | Час вимирання | Причина вимирання | Зображення |
| Ряд: Сулоподібні (Suliformes)         |                              |               |                     |               |                   |            |
| Родина: Бакланові (Phalacrocoracidae) |                              |               |                     |               |                   |            |
| Баклан командорський                  | Phalacrocorax perspicillatus | Pallas, 1811  | острів Берінга      | 1852 р.       | полювання         |            |

### Буревісникоподібні (Procellariiformes)
| Українська назва                             | Латинська назва          | Автор таксона                     | Історичне поширення    | Час вимирання | Причина вимирання | Зображення |
| Ряд: Буревісникоподібні (Procellariiformes). |                          |                                   |                        |               |                   |            |
| Родина: Буревісникові (Procellariidae)       |                          |                                   |                        |               |                   |            |
| Бульверія санта-геленська                    | Bulweria bifax           | Olson, 1975                       | Острів Святої Єлени    | 16 ст.        | завезення пацюків |            |
| Тайфунник санта-геленський                   | Pseudobulweria rupinarum | Olson, 1975                       | Острів Святої Єлени    | 16 ст.        | завезення пацюків |            |
| Тайфунник карибський                         | Pterodroma caribbaea     | Carte, 1866                       | Антильські острови     | 1879 р.       |                   |            |
| Буревісник Імбера                            | Pterodroma imberi        | Tennyson, Cooper & Shepherd, 2015 | Чатем                  | 19 ст.        | завезення кішок   |            |
| Родина: Качуркові (Hydrobatidae)             |                          |                                   |                        |               |                   |            |
| Качурка гваделупська                         | Oceanodroma macrodactyla | W.E. Bryant, 1887                 | о. Гвадалупе (Мексика) | 1912 р.       | завезення кішок   |            |

### Пінгвіноподібні (Sphenisciformes)
| Українська назва                        | Латинська назва       | Автор таксона | Історичне поширення | Час вимирання | Причина вимирання | Зображення |
| Ряд: Пінгвіноподібні (Sphenisciformes). |                       |               |                     |               |                   |            |
| Родина: Пінгвінові (Spheniscidae)       |                       |               |                     |               |                   |            |
| Пінгвін чатемський                      | Eudyptes chathamensis |               | Чатем               | 1872 р.       |                   |            |

### Голубоподібні (Columbiformes)
| Українська назва                   | Латинська назва           | Автор таксона             | Історичне поширення        | Час вимирання | Причина вимирання                | Зображення |
| Ряд: Голубоподібні (Columbiformes) |                           |                           |                            |               |                                  |            |
| Родина: Голубові (Columbidae)      |                           |                           |                            |               |                                  |            |
| Голуб святої Єлени                 | Dysmoropelia dekarchiskos | Olson, 1975               | Острів Святої Єлени        | 16 ст.        | завезення хижаків                |            |
| Голуб мандрівний                   | Ectopistes migratorius    | Linnaeus, 1766            | Північна Америка           | 1914 р.       | полювання, вирубка лісів         |            |
| Голуб бонінський                   | Columba versicolor        | Kittlitz, 1832            | острови Оґасавара (Японія) | 1889 р.       | завезення хижаків, вирубка лісів |            |
| Голуб рюкюйський                   | Columba jouyi             | Stejneger, 1887           | острови Рюкю (Японія)      | 1936 р.       | вирубка лісів                    |            |
| Голуб рожевий реюньйонський        | Nesoenas duboisi          | Rothschild, 1907          | Реюньйон                   | бл. 1700 р.   | полювання, завезення хижаків     |            |
| Голуб родрігеський                 | Nesoenas rodericanus      | Milne-Edwards, 1873       | Родрігес                   | сер. 18 ст.   | завезення хижаків                |            |
| Голуб ліверпульський               | Caloenas maculata         | Gmelin, 1789              | Французька Полінезія       | 1820-ті роки. | завезення хижаків                |            |
| Голуб Сулу                         | Gallicolumba menagei      | Bourns & Worcester, 1894) | о. Таві-Таві (Філіппіни)   | 1970-ті роки. | вирубування лісів                |            |
| Голуб земляний норфолкський        | Alopecoenas norfolkensis  | Forshaw, 2015             | острів Норфолк             | бл. 1800 р.   | завезення хижаків                |            |
| Голуб земляний таннський           | Alopecoenas ferrugineus   | Forster, 1844             | Танна (Вануату)            | бл. 1800 р.   | завезення хижаків                |            |
| Голуб земляний товстодзьобий       | Alopecoenas salamonis     | Ramsay, 1882              | Соломонові острови         | сер. XX ст.   | завезення хижаків, вирубка лісів |            |
| Тілопо червоновусий                | Ptilinopus mercierii      | Des Murs & Prévost, 1849  | Французька Полінезія       | 1922 р.       | завезення хижаків                |            |
| Тілопо негроський                  | Ptilinopus arcanus        | Ripley & Rabor, 1955      | о. Негрос (Філіппіни)      | 1953 р.       | знищення лісів                   |            |
| Блакитний голуб маврикійський      | Alectroenas nitidissimus  | Scopoli, 1786             | Маврикій                   | 1837 р.       | знищення лісів                   |            |
| Блакитний голуб родрігеський       | Alectroenas rodericanus   | Milne-Edwards, 1873       | Родрігес                   | сер. 18 ст.   | завезення хижаків                |            |
| Додо                               | Raphus cucullatus         | Linnaeus, 1758            | Маврикій                   | бл. 1700 р.   | полювання, завезення хижаків     |            |
| Дронт-самітник                     | Pezophaps solitaria       | Gmelin, 1789              | Родрігес                   | бл. 1700 р.   | полювання, завезення хижаків     |            |

### Папугоподібні (Psittaciformes)
| Українська назва                    | Латинська назва            | Автор таксона             | Історичне поширення             | Час вимирання | Причина вимирання                     | Зображення |
| Ряд: Папугоподібні (Psittaciformes) |                            |                           |                                 |               |                                       |            |
| Родина: Папугові (Psittacidae)      |                            |                           |                                 |               |                                       |            |
| Лорікет жовтогорлий                 | Vini diadema               | Verreaux & Des Murs, 1860 | Нова Каледонія                  |               | полювання, завезення хижаків          |            |
| Нестор скельний                     | Nestor productus           | Gould, 1836               | острів Норфолк                  | 1851 р.       | полювання                             |            |
| Какарікі буроголовий                | Cyanoramphus ulietanus     | Gmelin, 1789              | о. Раіатеа (Острови Товариства) | 1774 р.       |                                       |            |
| Какарікі чорнолобий                 | Cyanoramphus zealandicus   | Latham, 1790              | о. Таїті (Острови Товариства)   | 1850 р.       | завезення хижаків                     |            |
| Папужка червоноплечий               | Psephotellus pulcherrimus  | Gould, 1845               | Східна Австралія                | 1927 р.       |                                       |            |
| Папужець сейшельський               | Psittacula wardi           | Newton, 1867              | Сейшельські острови             | 1883 р.       | вирубування лісів, полювання фермерів |            |
| Папужець сизий                      | Psittacula exsul           | Newton, 1872              | о. Родрігес                     | 1875 р.       | вирубування лісів                     |            |
| Папужець реюньйонський              | Psittacula bensoni         | Holyoak, 1973             | Маврикій, Реюньйон              | 1764 р.       | вирубування лісів, полювання          |            |
| Папужець маврикійський              | Lophopsittacus mauritianus | Owen, 1866                | Маврикій                        | 1680 р.       | вирубування лісів                     |            |
| Папужець родригійський              | Necropsittacus rodricanus  | Milne-Edwards, 1867       | о. Родрігес                     | 1761 р.       | вирубування лісів                     |            |
| Гіацинтовий ара сіро-блакитний      | Anodorhynchus glaucus      | Bonaparte, 1856           | Південна Америка                |               |                                       |            |
| Ара триколірний                     | Ara tricolor               | Bechstein, 1811           | Куба                            | 1869 р.       | полювання                             |            |
| Папуга каролінський                 | Conuropsis carolinensis    | Linnaeus, 1758            | США                             | 1918 р.       | полювання, вирубування лісів          |            |
| Аратинга гваделупський              | Psittacara labati          | Rothschild, 1905          | Гваделупа                       | 18 ст.        | полювання                             |            |
| Амазон мартинікський                | Amazona martinicana        | Clark, 1905               | Мартиніка                       | 18 ст.        | руйнування середовищ проживання       |            |
| Амазон гваделупський                | Amazona violacea           | Gmelin, 1788              | Гваделупа                       | кін. 18 ст.   | руйнування середовищ проживання       |            |

### Зозулеподібні (Cuculiformes)
| Українська назва                  | Латинська назва  | Автор таксона  | Історичне поширення | Час вимирання | Причина вимирання                    | Зображення |
| Ряд: Зозулеподібні (Cuculiformes) |                  |                |                     |               |                                      |            |
| Родина: Зозулеві (Cuculidae)      |                  |                |                     |               |                                      |            |
| Коуа біловолий                    | Coua delalandei  | Temminck, 1827 | Мадагаскар          | 1850 р.       | вирубування лісів, завезення пацюків |            |
| Зозуля санта-геленська            | Nannococcyx psix | Olson, 1975    | Острів Святої Єлени | 18 ст.        | вирубування лісів                    |            |

### Соколоподібні (Falconiformes)
| Українська назва                   | Латинська назва | Автор таксона | Історичне поширення    | Час вимирання | Причина вимирання            | Зображення |
| Ряд: Соколоподібні (Falconiformes) |                 |               |                        |               |                              |            |
| Родина: Соколові (Falconidae)      |                 |               |                        |               |                              |            |
| Каракара гвадалупська              | Caracara lutosa | Ridgway, 1876 | о. Гвадалупе (Мексика) | 1903 р.       | навмисне винищення фермерами |            |
| Боривітер реюньйонський            | Falco duboisi   | Cowles, 1994  | о. Реюньйон            | бл. 1700 р.   |                              |            |

### Совоподібні (Strigiformes)
| Українська назва                | Латинська назва       | Автор таксона                               | Історичне поширення | Час вимирання | Причина вимирання               | Зображення |
| Ряд: Совоподібні (Strigiformes) |                       |                                             |                     |               |                                 |            |
| Родина: Совові (Strigidae)      |                       |                                             |                     |               |                                 |            |
| Сплюшка реюньйонська            | Otus grucheti         | Mourer-Chauviré, Bour, Moutou & Ribes, 1994 | о. Реюньйон         | 17 ст.        | невідома                        |            |
| Сплюшка маврикійська            | Otus sauzieri         | (Newton & Gadow, 1893)                      | о. Маврикій         | 1850 р.       | руйнування середовищ проживання |            |
| Сплюшка родригійська            | Otus murivorus        | (Milne-Edwards, 1873)                       | о. Родрігес         | сер 18 ст.    | завезення хижаків               |            |
| Сова новозеландська             | Sceloglaux albifacies | (Gray GR, 1845)                             | Нова Зеландія       | 1914 р.       |                                 |            |
| Сова сяуйська                   | Otus siaoensis        | (Schlegel, 1873)                            | о. Сяу (Індонезія)  |               |                                 |            |
| Родина: Сипухові (Tytonidae)    |                       |                                             |                     |               |                                 |            |
| Сипуха багамська                | Tyto pollens          | Wetmore, 1937                               | о. Андрос (Багами)  | 16 ст.        | вирубування лісів               |            |

### Дрімлюгоподібні (Caprimulgiformes)
| Українська назва                        | Латинська назва       | Автор таксона    | Історичне поширення | Час вимирання | Причина вимирання                    | Зображення |
| Ряд: Дрімлюгоподібні (Caprimulgiformes) |                       |                  |                     |               |                                      |            |
| Родина: Дрімлюгові (Caprimulgidae)      |                       |                  |                     |               |                                      |            |
| Дрімлюга ямайська                       | Mascarenotus grucheti | (Linnaeus, 1758) | Ямайка              | 1860 р.       | вирубування лісів, завезення хижаків |            |

### Серпокрильцеподібні (Apodiformes)
| Українська назва                       | Латинська назва       | Автор таксона            | Історичне поширення       | Час вимирання | Причина вимирання | Зображення |
| Ряд: Серпокрильцеподібні (Apodiformes) |                       |                          |                           |               |                   |            |
| Родина: Колібрі (Trochilidae)          |                       |                          |                           |               |                   |            |
| Колібрі колючохвостий мідний           | Discosura letitiae    | Bourcier & Mulsant, 1852 | Болівія                   | 19 ст         |                   |            |
| Колібрі смарагдовий Брейса             | Chlorostilbon bracei  | Lawrence, 1877           | о. Нью-Провіденс (Багами) | 19 ст         |                   |            |
| Колібрі смарагдовий Гульда             | Chlorostilbon elegans | Gould, 1860              | Антильські острови        | 19 ст         |                   |            |
| Колібрі-німфа боготський               | Heliangelus zusii     | Graves, 1993             | Колумбія                  | 19 ст         |                   |            |
|                                        | Eriocnemis godini     | Bourcier, 1851           | Еквадор                   | 19 ст         |                   |            |

### Одудоподібні (Upupiformes)
| Українська назва                | Латинська назва | Автор таксона | Історичне поширення | Час вимирання | Причина вимирання | Зображення |
| Ряд: Одудоподібні (Upupiformes) |                 |               |                     |               |                   |            |
| Родина: Одудові (Upupidae)      |                 |               |                     |               |                   |            |
| Одуд санта-геленський           | Upupa antaios   | (Olson, 1975) | Острів Святої Єлени | 16 ст         | завезення хижаків |            |

### Дятлоподібні (Piciformes)
| Українська назва               | Латинська назва         | Автор таксона  | Історичне поширення | Час вимирання                                       | Причина вимирання | Зображення |
| Ряд: Дятлоподібні (Piciformes) |                         |                |                     |                                                     |                   |            |
| Родина: Дятлові (Picidae)      |                         |                |                     |                                                     |                   |            |
| Дятел імператорський           | Campephilus imperialis  | Gould, 1832    | Мексика             | кін 20 ст                                           | вирубування лісів |            |
| Дятел-кардинал великодзьобий   | Campephilus principalis | Linnaeus, 1758 | США, Куба           | 1976 р. (є непідтвержені спостереження у 2005 році) | вирубування лісів |            |

### Горобцеподібні (Passeriformes)
| Українська назва                      | Латинська назва             | Автор таксона            | Історичне поширення                             | Час вимирання            | Причина вимирання                                   | Зображення |
| Ряд: Горобцеподібні (Passeriformes)   |                             |                          |                                                 |                          |                                                     |            |
| Родина: Стрільцеві (Acanthisittidae)  |                             |                          |                                                 |                          |                                                     |            |
| Гонець південний                      | Traversia lyalli            | Rothschild, 1894         | о. Стівенс (Нова Зеландія)                      | 1895 р.                  | завезення кішок                                     |            |
| Гонець чагарниковий                   | Xenicus longipes            | Gmelin, 1789             | Нова Зеландія                                   | 1972 р.                  | завезення хижаків                                   |            |
| Родина: Mohoidae                      |                             |                          |                                                 |                          |                                                     |            |
| Кіоеа                                 | Chaetoptila angustipluma    | Peale, 1848              | о. Гаваї (Гавайські острови)                    | 1895 р.                  | природні причини                                    |            |
| Мого гірський                         | Moho nobilis                | Merrem, 1786             | о. Гаваї (Гавайські острови)                    | 1934 р.                  | полювання                                           |            |
| Оагу                                  | Moho apicalis               | Gould, 1860              | о. Оаху (Гавайські острови)                     | 1837 р.                  | комплекс антропогенних причин                       |            |
| Мого великий                          | Moho bishopi                | Rothschild, 1894         | о. Молокаї (Гавайські острови)                  | 1904 р.                  | полювання, інвазія комарів                          |            |
| Мого алакайський                      | Moho braccatus              | (Cassin, 1855)           | о. Кауаї (Гавайські острови)                    | 1987 р.                  | інвазія комарів, що спричиняють захворювання        |            |
| Родина: Медолюбові (Meliphagidae)     |                             |                          |                                                 |                          |                                                     |            |
| Макомако чатемський                   | Anthornis melanocephala     | G.R. Gray, 1843          | острови Чатем (Нова Зеландія)                   | 1906 р.                  | завезенні хвороби птахів                            |            |
| Родина: Acanthizidae                  |                             |                          |                                                 |                          |                                                     |            |
| Ріроріро лорд-гаузький                | Gerygone insularis          | Ramsay, 1879             | о. Лорд-Гав                                     | 1928 р.                  | завезення пацюків                                   |            |
| Родина: Монархові (Monarchidae)       |                             |                          |                                                 |                          |                                                     |            |
| Пацифея маупітійська                  | Pomarea maupitiensis        | (Garnot, 1829)           | о. Маупіті (Французька Полінезія)               | 1823 р.                  | завезення хижаків                                   |            |
| Пацифея ейаоська                      | Pomarea fluxa               | Murphy & Mathews, 1928   | Французька Полінезія                            | 1977 р.                  | завезення хижаків                                   |            |
| Пацифея полінезійська                 | Pomarea nukuhivae           | Murphy & Mathews, 1928   | Французька Полінезія                            | 1930 р. (можливо у 1975) | завезення хижаків                                   |            |
| Міагра гуамська                       | Myiagra freycineti          | Oustalet, 1881           | о. Гуам                                         | 1983 р.                  | завезення змії Boiga irregularis                    |            |
| Родина: Вивільгові (Oriolidae)        |                             |                          |                                                 |                          |                                                     |            |
| Піопіо північний                      | Turnagra tanagra            | Schlegel, 1866           | Нова Зеландія                                   | 1955 р.                  | завезення хижаків                                   |            |
| Піопіо південний                      | Turnagra capensis           | Sparrman, 1787           | Нова Зеландія                                   | 1963 р.                  | завезення хижаків                                   |            |
| Родина: Коральникові (Callaeidae)     |                             |                          |                                                 |                          |                                                     |            |
| Гія                                   | Heteralocha acutirostris    | (Gould, 1837)            | Нова Зеландія                                   | 1963 р.                  | полювання                                           |            |
| Родина: Ластівкові (Hirundinidae)     |                             |                          |                                                 |                          |                                                     |            |
| Попецух білоокий                      | Pseudochelidon sirintarae   | Thonglongya, 1968        | Таїланд                                         | 1980 р.                  |                                                     |            |
| Ясківка червономорська                | Petrochelidon perdita       | Fry & D. A. Smith, 1985  | Судан                                           | 1984 р.                  |                                                     |            |
| Родина: Очеретянкові (Acrocephalidae) |                             |                          |                                                 |                          |                                                     |            |
| Очеретянка солов'їна                  | Acrocephalus luscinius      | Quoy & Gaimard, 1830     | о. Гуам                                         | 1960-і р.                | завезення хижаків                                   |            |
| Очеретянка агвігуанська               | Acrocephalus nijoi          | Yamashina, 1940          | о. Агвігуан (Північні Маріанські острови)       | 1995 р.                  | завезення хижаків                                   |            |
| Очеретянка полінезійська              | Acrocephalus astrolabii     | Holyoak & Thibault, 1978 | о. Мангарева (Французька Полінезія)             | сер 19 ст.               | завезення хижаків                                   |            |
| Очеретянка маріанська                 | Acrocephalus yamashinae     | Taka-Tsukasa, 1931       | о. Паган (Північні Маріанські острови)          | кін. 1970-х р.           | завезення хижаків                                   |            |
| Очеретянка кремова                    | Acrocephalus musae          | Forster, 1844            | о. Раїатеа та о. Гуагіне (Французька Полінезія) | 19 ст.                   | завезення хижаків                                   |            |
| Очеретянка мореанська                 | Acrocephalus longirostris   | Gmelin, 1789             | о. Муреа (Французька Полінезія)                 | 1987 р.                  | завезення хижаків                                   |            |
| Родина: Мухоловкові (Muscicapidae)    |                             |                          |                                                 |                          |                                                     |            |
| Нільтава західна                      | Cyornis ruckii              | Oustalet, 1881           | о. Суматра (Індонезія)                          | 1918 р.                  | завезення хижаків                                   |            |
| Родина: Кобилочкові (Locustellidae)   |                             |                          |                                                 |                          |                                                     |            |
| Матата чатамська                      | Poodytes rufescens          | (Buller, 1869)           | о-ви Чатем                                      | 1900 р.                  | завезення хижаків, кіз та кроликів                  |            |
| Родина: Тамікові (Cisticolidae)       |                             |                          |                                                 |                          |                                                     |            |
| Таміка танайська                      | Cisticola restrictus        | Traylor, 1967            | Сомалі                                          | 1970 р.                  |                                                     |            |
| Родина: Окулярникові (Zosteropidae)   |                             |                          |                                                 |                          |                                                     |            |
| Окулярник сейшельський                | Zosterops semiflavus        | E. Newton, 1867          | о. Мері-Анн (Сейшельські острови)               | 1888 р.                  | руйнування місць проживання                         |            |
| Окулярник зелений                     | Zosterops strenuus          | Gould, 1855              | о. Лорд-Гав                                     | 1918 р.                  | завезення пацюків                                   |            |
| Родина: Бюльбюлеві (Pycnonotidae)     |                             |                          |                                                 |                          |                                                     |            |
| Бюльбюль родрігеський                 | Hypsipetes cowlesi          | Hume, 2015               | о. Родрігес                                     | 17 ст.                   |                                                     |            |
| Родина: Кропив'янкові (Sylviidae)     |                             |                          |                                                 |                          |                                                     |            |
| Цикіріті альдабранський               | Nesillas aldabrana          | Benson & Penny, 1968     | о. Альдабра (Сейшельські острови)               | 1983 р.                  | завезення пацюків                                   |            |
| Родина: Шпакові (Sturnidae)           |                             |                          |                                                 |                          |                                                     |            |
| Шпак-малюк косрейський                | Aplonis corvina             | (Kittlitz, 1833)         | о. Косрае (Каролінські острови)                 | сер. 19 ст.              | завезення пацюків                                   |            |
| Шпак-малюк маукейський                | Aplonis mavornata           | Buller, 1887             | о. Мауке (Острови Кука)                         | сер. 19 ст.              | завезення пацюків                                   |            |
| Шпак-малюк норфолцький                | Aplonis fusca               | Gould, 1836              | острів Норфолк                                  | 1923 р.                  |                                                     |            |
| Шпак-малюк сірий                      | Aplonis pelzelni            | (Finsch, 1876)           | о. Понпеї (Каролінські острови)                 | 2008 р.                  | завезення пацюків                                   |            |
|                                       | Aplonis ulietensis          | Gmelin, 1789             | о. Раїатеа (Французька Полінезія)               | 1850 р.                  | завезення пацюків                                   |            |
| Шпак реюньйонський                    | Fregilupus varius           | Boddaert, 1783           | о. Реюньйон                                     | 1850 р.                  | вирубування лісів, винищення фермерами як шкідників |            |
| Шпак родригійський                    | Necropsar rodericanus       | Günther & Newton, 1879   | о. Родрігес                                     | 1850 р.                  | завезення пацюків, кішок                            |            |
| Родина: Дроздові (Turdidae)           |                             |                          |                                                 |                          |                                                     |            |
| Дрізд реліктовий                      | Turdus ravidus              | Cory, 1886               | о. Великий Кайман                               | 1938 р.                  | вирубування лісів                                   |            |
| Квічаль бонінський                    | Zoothera terrestris         | (Kittlitz, 1830)         | о. Тітідзіма (острови Оґасавара)                | 1830 р.                  | завезення хижаків                                   |            |
| Амауї                                 | Myadestes woahensis         | Bloxam, 1899             | о. Оаху (Гавайські острови)                     | 1820 р.                  | завезення комарів, що переносять хвороби            |            |
| Камао                                 | Myadestes myadestinus       | Stejneger, 1887          | о. Кауаї (Гавайські острови)                    | 1989 р.                  | завезення комарів, що переносять хвороби            |            |
| Оломао                                | Myadestes lanaiensis        | (Wilson, 1891)           | Гавайські острови                               | 1980 р.                  | завезення комарів, що переносять хвороби            |            |
| Родина: Трупіалові (Icteridae)        |                             |                          |                                                 |                          |                                                     |            |
| Гракл тонкодзьобий                    | Quiscalus palustris         | Swainson , 1827          | Мексика                                         | 1910 р.                  |                                                     |            |
| Родина: Піснярові (Parulidae)         |                             |                          |                                                 |                          |                                                     |            |
| Червоїд жовтий                        | Vermivora bachmanii         | Audubon, 1833            | Сх. США, Куба                                   | 1988 р.                  | руйнування місць існування                          |            |
| Пісняр санта-лусійський               | Leucopeza semperi           | Sclater , 1877           | о. Сент-Люсія                                   | 1970-і р.                | завезення мангусти                                  |            |
| Родина: Ткачикові (Ploceidae)         |                             |                          |                                                 |                          |                                                     |            |
| Фуді реюньйонський                    | Foudia delloni              | Cheke & Hume, 2008       | Реюньйон                                        | 1672 р.                  | завезення пацюків                                   |            |
| Родина: В'юркові (Fringillidae)       |                             |                          |                                                 |                          |                                                     |            |
| Чечевиця бонінська                    | Chaunoproctus ferreorostris | (Vigors, 1829)           | о. Тітідзіма (острови Оґасавара)                | 1830-і р.                | завезення хижаків                                   |            |
| Оу                                    | Psittirostra psittacea      | Gmelin, 1789             | Гавайські острови                               | 1989 р.                  | завезення комарів, що переносять хвороби            |            |
| Квіточниця ланайська                  | Dysmorodrepanis munroi      | Perkins, 1919            | о. Ланаї (Гавайські острови)                    | 1916 р.                  | вирубування лісів під плантації ананаса             |            |
| В'юрок-коа малий                      | Rhodacanthis flaviceps      | Rothschild, 1892         | о. Гаваї (Гавайські острови)                    | 1891 р.                  | винищення лісів                                     |            |
| В'юрок-коа великий                    | Rhodacanthis palmeri        | Rothschild, 1892         | о. Гаваї (Гавайські острови)                    | 1896 р.                  | винищення лісів                                     |            |
| Дубоніс Кона                          | Chloridops kona             | S.B.Wilson, 1888         | о. Гаваї (Гавайські острови)                    | 1894 р.                  |                                                     |            |
| Амакиги великий                       | Viridonia sagittirostris    | Rothschild, 1892         | Гавайські острови                               | 1901 р.                  | вирубка лісів під плантації цукрової тростини       |            |
| Нукупуу Мауї                          | Hemignathus affinis         | Rothschild, 1893         | о. Мауї (Гавайські острови)                     | 1994 р.                  | завезення комарів, що переносять хвороби            |            |
| Нукупуу Кауаї                         | Hemignathus hanapepe        | S.B.Wilson, 1889         | о. Кауаї (Гавайські острови)                    | 1996 р.                  | винищення лісів                                     |            |
| Нукупуу Оаху                          | Hemignathus lucidus         | Lichtenstein, 1839       | о. Кауаї (Гавайські острови)                    | кін. 19 р.               | завезення хижаків                                   |            |
| Акіалоа малий                         | Akialoa obscura             | Gmelin, 1788             | о. Гаваї (Гавайські острови)                    | 1940 р.                  | винищення лісів                                     |            |
| Акіалоа ланайський                    | Akialoa lanaiensis          | Rothschild, 1893         | о. Ланаї (Гавайські острови)                    | 1892 р.                  | завезення свиней, що винищили кормові рослини       |            |
| Акіалоа Оаху                          | Akialoa ellisana            | (G.R. Gray, 1860)        | о. Оаху (Гавайські острови)                     | 1940 р.                  | винищення лісів                                     |            |
| Акіалоа Кауаї                         | Akialoa stejnegeri          | S.B.Wilson, 1889         | о. Кауаї (Гавайські острови)                    | 1969 р.                  | винищення лісів, завезення комарів                  |            |
| Какавахі                              | Paroreomyza flammea         | S.B.Wilson, 1889         | о. Молокаї (Гавайські острови)                  | 1963 р.                  | комплекс антропогенних факторів                     |            |
| Алалуахіо Оаху                        | Paroreomyza maculata        | Cabanis, 1850            | о. Оаху (Гавайські острови)                     | 1985 р.                  | комплекс антропогенних факторів                     |            |
| Акепа Мауї                            | Loxops ochraceus            | Rothschild, 1893         | о. Мауї (Гавайські острови)                     | 1988 р.                  | комплекс антропогенних факторів                     |            |
| Акепа Оаху                            | Loxops wolstenholmei        | Rothschild, 1895         | о. Оаху (Гавайські острови)                     | 1900 р.                  | комплекс антропогенних факторів                     |            |
|                                       | Ciridops anna               | (Dole, 1879)             | о. Гаваї (Гавайські острови)                    | 1937 р.                  |                                                     |            |
| Мамо чорний                           | Drepanis funerea            | Newton, 1894             | о. Молокаї (Гавайські острови)                  | 1907 р.                  |                                                     |            |
| Мамо гавайський                       | Drepanis pacifica           | Gmelin, 1788             | о. Гаваї (Гавайські острови)                    | 1898 р.                  |                                                     |            |
| Квіткарка лайсанська                  | Himatione fraithii          | Rothschild, 1892         | о. Лайсан (Гавайські острови)                   | 1923 р.                  | завезення кроликів, що винищили рослинність         |            |
| Родина: Вівсянкові (Emberizidae)      |                             |                          |                                                 |                          |                                                     |            |
| Тауї бермудський                      | Pipilo naufragus            | Olson & Wingate, 2012    | Бермудські острови                              | 17 ст.                   |                                                     |            |